# Mihai Ţurcaş
Mihai Ţurcaş (Brașov, Brașov, 18 de novembro de 1942) é um ex-canoísta romeno especialista em provas de velocidade.

## Carreira
Foi vencedor da medalha de prata em K-4 1000 m em Cidade do México 1968, junto com os seus colegas de equipa Anton Calenic, Dimitrie Ivanov e Haralambie Ivanov.
Foi vencedor da medalha de bronze em K-4 1000 m em Tóquio 1964, junto com os seus colegas de equipa Simion Cuciuc, Atanase Sciotnic e Aurel Vernescu.